# パヴェル・ハース
パヴェル・ハース（Pavel Haas, 1899年6月21日 - 1944年10月17日）は、ユダヤ系チェコ人の作曲家、ホロコースト犠牲者。

## 経歴
チェコのユダヤ人の靴職人ジクムントと、オデッサ出身のオリガ・エプシュテインの子として、チェコ語を母語として生まれ育つ。
14歳からブルノで正規の音楽教育を受ける。1919年から1921年ブルノ音楽院でヤン・クンツとヴィレーム・ペテルジェルカに学び、その後2年間レオシュ・ヤナーチェクの私塾で研鑽を積んだ。
それ後20年の間に50曲以上が作曲されたが、作曲者自身によって作品番号を与えられたのは僅か18曲であった。家業の靴製造を手伝うかたわら、あらゆる種類の作曲にたずさわり、《交響曲》や合唱曲、歌曲、室内楽、映画音楽（「犬の生活」のための音楽）、舞台音楽、歌劇《サルラタン Sarlátan 》を創り続けた。
1941年にテレージエンシュタット強制収容所に送致され、アウシュヴィッツ＝ビルケナウ強制収容所で殺害された。
《交響曲》は長らく未完成のまま放置されたが、1994年にズデニェク・ゾウハルにより、ハースの作曲様式を踏まえてオーケストレーションを施された。ハースの作品は、ボヘミアやモラヴィアの民俗音楽に根差しており、時折りユダヤ人の民謡にも似た趣きがある。テレージエンシュタット時代の作品は僅かに8作が遺されたにすぎない。